# ニウエの在外公館の一覧

ニウエの在外公館の地図
ニウエ
ニウエの在外公館がある国

ニウエの在外公館の一覧では、ニウエが設置している在外公館（外交使節団）を挙げる。ニウエはオセアニアの小国である。ニウエはニュージーランドと自由連合を結んでいるが、それと同時にニウエは2015年の時点で12か国と外交関係を持つ。
ニウエは自治されているがそれと同時に、ニュージーランドが国防と外務をニウエの要請に応じて対処している。国際連合においてニウエは"Non-member State"に分類されている。そして1994年、ニュージーランドからの宣言により、ニウエの外交責務が進展したことを受けて、国際連合事務局はニウエに条約を締結する能力が完全にある事を認めた、条約にニウエと言う名前を署するようになった。ニュージーランドに在外公館（高等弁務官事務所 / high commission）がある。元々ニウエと関係を持っていたことから、2001年にニュージーランドはニウエの在外公館とその職員によって享受される外交特権を成文化した特別法を成立させた。ニウエは欧州連合とUNESCOの政府代表部も持っている。欧州連合の政府代表部は、2000年に欧州連合加盟諸国とアフリカ・カリブ海・太平洋諸国(ACP)との間で調印されたコトヌー協定の後で設立された。

## オセアニア

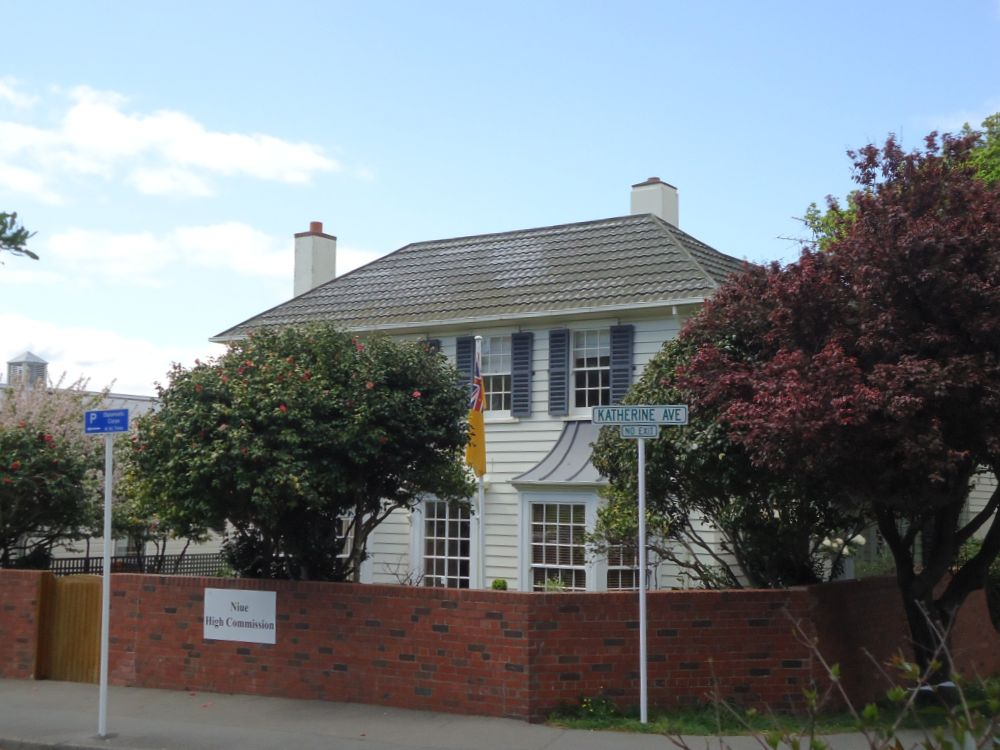
ウェリントンにあるニウエの高等弁務官事務所

- ニュージーランド
  - ウェリントン（高等弁務官事務所）

## 国際機関
- ブリュッセル（欧州連合への政府代表部）
- パリ（UNESCOへの政府代表部）